# Svazek obcí Mikroregionu Zábřežsko
Svazek obcí Mikroregionu Zábřežsko je dobrovolný svazek obcí dle zákona č. 128/2000 Sb., o obcích v okresu Šumperk, jeho sídlem je Zábřeh a jeho cílem je koordinace celkového rozvoje území mikroregionu Zábřežsko. Sdružuje celkem 30 obcí a byl založen v roce 1999. Celková rozloha Svazku obcí Mikroregionu Zábřežsko je 277,57 km².

## Dopravní Infrastruktura
Mikroregionem prochází silnice I/44 která spojuje významná města jako Olomouc, Prostějov, Zábřeh a Mohelnici. V roce 2023 byl dokončen obchvat Bludova a v současnosti je v plánu výstavba obchvatu Zábřehu, jehož výstavba by měla probíhat v letech 2027 až 2029.

## Obce sdružené v mikroregionu
- Bohuslavice
- Brníčko
- Drozdov
- Dubicko
- Horní Studénky
- Hoštejn
- Hrabová
- Hynčina
- Chromeč
- Jedlí
- Jestřebí
- Kamenná
- Kolšov
- Kosov
- Lesnice
- Leština
- Lukavice
- Nemile
- Postřelmov
- Postřelmůvek
- Rájec
- Rohle
- Rovensko
- Sudkov
- Svébohov
- Štíty
- Vyšehoří
- Zábřeh
- Zborov
- Zvole

Celková populace těchto obcí podle údajů Českého statistického úřadu k 31. prosinci 2022 byla 48 043 obyvatel.